# العلاقات الشمال مقدونية الناوروية
العلاقات الشمال مقدونية الناوروية هي العلاقات الثنائية التي تجمع بين شمال مقدونيا وناورو.

## مقارنة بين البلدين
هذه مقارنة عامة ومرجعية للدولتين:
| وجه المقارنة                                              | شمال مقدونيا                                               | ناورو                          |
| --------------------------------------------------------- | ---------------------------------------------------------- | ------------------------------ |
| المساحة (كم2)                                             | 25.71 ألف                                                  | 21                             |
| عدد السكان (نسمة)                                         | 2.08 مليون                                                 | 10.08 ألف                      |
| الكثافة السكانية (ن./كم²)                                 | 80.9                                                       | 48.00 ألف                      |
| العاصمة                                                   | إسكوبية                                                    | ضاحية يارين                    |
| اللغة الرسمية                                             | اللغة المقدونية، اللغة الألبانية                           | اللغة الناورونية، لغة إنجليزية |
| العملة                                                    | دينار مقدوني                                               | دولار أسترالي                  |
| الناتج المحلي الإجمالي (بليون دولار)                      | 11.34 مليار                                                | 113.88 مليون                   |
| الناتج المحلي الإجمالي (تعادل القوة الشرائية) بليون دولار | 29.26 مليار                                                | 162.98 مليون                   |
| الناتج المحلي الإجمالي الاسمي للفرد دولار أمريكي          | 4.85 ألف                                                   | 9.83 ألف                       |
| الناتج المحلي الإجمالي للفرد دولار أمريكي                 | 16.25 ألف                                                  |                                |
| مؤشر التنمية البشرية                                      | 0.747                                                      |                                |
| رمز المكالمات الدولي                                      | +389                                                       | +674                           |
| رمز الإنترنت                                              | .mk                                                        | .nr                            |
| المنطقة الزمنية                                           | توقيت وسط أوروبا، ت ع م+01:00، ت ع م+02:00، أوروبا/سكوبيه ‏ | ت ع م+12:00                    |

## منظمات دولية مشتركة
يشترك البلدان في عضوية مجموعة من المنظمات الدولية، منها:
| علم المنظمة | اسم المنظمة                   | تاريخ انضمام شمال مقدونيا | تاريخ انضمام ناورو |
| ----------- | ----------------------------- | ------------------------- | ------------------ |
|             | يونسكو                        | 28 يونيو 1993             | 17 أكتوبر 1996     |
|             | الاتحاد البريدي العالمي       | ?                         | ?                  |
|             | منظمة الشرطة الجنائية الدولية | ?                         | ?                  |
|             | الأمم المتحدة                 | 8 أبريل 1993              | 14 سبتمبر 1999     |
|             | الاتحاد الدولي للاتصالات      | 4 مايو 1993               | 10 يونيو 1969      |
|             | منظمة حظر الأسلحة الكيميائية  | ?                         | ?                  |